# Disa cornuta
Disa cornuta là một loài phong lan.